# Martin Lindgren

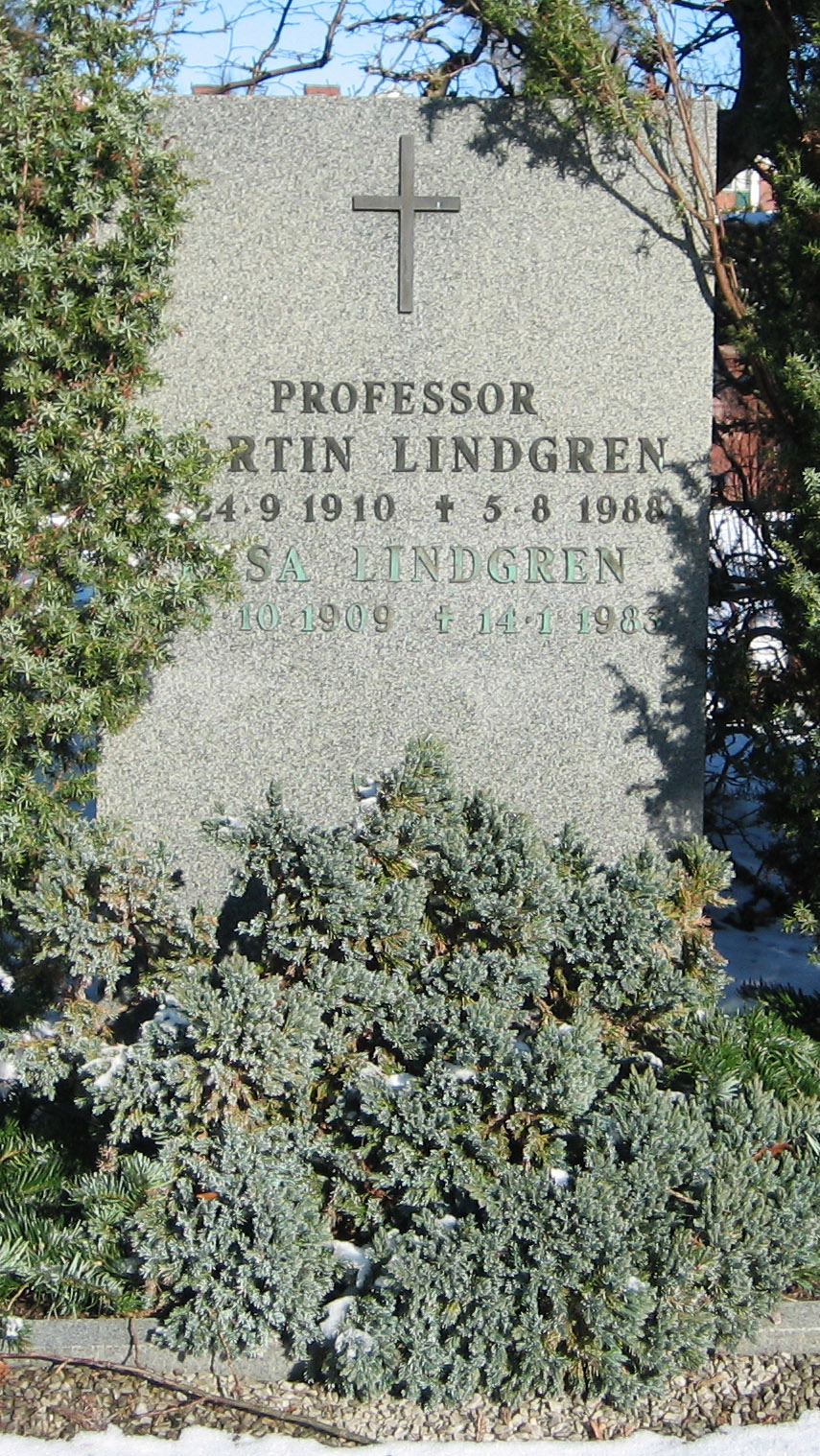
Martin Lindgrens grav på Norra kyrkogården i Lund.

Martin Ludvg Oskar Lindgren, född den 24 september 1910 i Berlin, död den 5 augusti 1988 i Lunds Allhelgonaförsamling, var en svensk läkare och professor vid Lunds universitet.
Lindgren var från 1963 professor i radioterapi med tumördiagnostik vid Lunds universitet samt 1960-1977 överläkare vid Jubileumskliniken vid Universitetssjukhuset i Lund. 
Lindgren var gift med Elsa Lindgren (1909-1983). Makarna ligger begravda på Norra kyrkogården i Lund.